# Flammona quadrifasciata
Flammona quadrifasciata là một loài bướm đêm trong họ Noctuidae.